# T-731
La T-731 és una carretera local de les comarques de la Ribera d'Ebre i del Priorat. Duu la T perquè és de les carreteres que pertanyen a la demarcació de Tarragona. Discorre pels termes municipals de Garcia, a la Ribera d'Ebre, i el Molar, al Priorat.
La carretera arrenca de la C-12 a l'extrem meridional de la població de Garcia, en un punt giratori que hi ha al nord del riu de Siurana en el punt quilomètric 68,9. Marxa cap al nord-est, fent alguns canvis de direcció, i en el quilòmetre 4,5 abandona el terme de Garcia i la comarca de la Ribera d'Ebre per entrar a la del Priorat, en el terme del Molar. En el punt quilomètric 10 té el seu final en el mateix poble del Molar, on enllaça amb les carreteres T-730, T-732 i T-734.